# Simeó Selga i Ubach
Simeó Selga i Ubach (Manresa, 20 de febrer de 1914 - 18 d'agost de 2010) fou un metge català, especialitzat en pediatria, i una de les persones amb més respecte social a la vida manresana del seu temps.

## Obres
- "El metge Cots", Ramon Cots i Escrigas (1857-1933), estudiós de la Medicina empírica (1986)